# Adelaida Awagjan

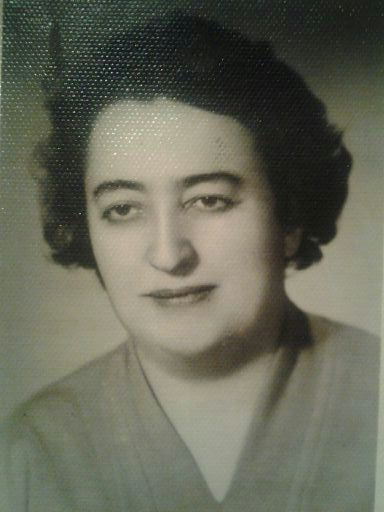
Adelaida Awagjan

Adelaida Howsepi/Owsepowna Awagjan (armenisch Ադելաիդա Հովսեփի Ավագյան; russisch Аделаида Овсеповна Авакян; * 6. April 1924 in Jerewan; † 12. Mai 2000 in Williamsburg) war eine sowjetische bzw. armenische bzw. US-amerikanische Hygienikerin und Hochschullehrerin.

## Leben
Awagjan war das älteste der vier Kinder eines Landwirtschaftsspezialisten und einer Lehrerin. Nach dem Besuch der Chatschatur-Abowjan-Mittelschule (Abschluss 1941) folgte das Studium an der Staatlichen Medizinischen Universität Jerewan in der Hygiene-Fakultät, das sie 1946 mit Auszeichnung und dem Berufstitel Doktor der medizinischen Praxis abschloss.
In Moskau absolvierte Awagjan die Aspirantur am Institut für Ernährungshygiene. Ihre Dissertation über die hygienische Wärmebehandlung von Fleischprodukten mit der Phosphatase-Reaktion verteidigte sie  1956 mit Erfolg für die Promotion zur Kandidatin der medizinischen Wissenschaften.
Darauf wurde Awagjan für eine Reise nach Indonesien ausgewählt, um als medizinische Vertreterin Aufgaben bei der Reorganisation des dortigen Gesundheitswesens zu leiten. Sie  lehnte ab und kehrte in die Armenische Sozialistische Sowjetrepublik (SSR) zurück. In Jerewan wurde sie Direktorin des Laboratoriums für Ernährungshygiene.
Awagjan lehrte an der Medizinischen Universität Jerewan und leitete einen Lehrstuhl. Sie verteidigte 1976 ihre Dissertation über schnelle Methoden zur gesundheitlichen und bakteriologischen Bewertung von Lebensmitteln mit Erfolg für die Promotion zur Doktorin der medizinischen Wissenschaften.
Seit 1962 war Awagjan mit dem Bauingenieur Artawasd Dswakerjan verheiratet. Ihre 1963 geborene Tochter Anna emigrierte später in die USA. Awagjan zog 1998 zur Familie ihrer Tochter in den USA. Im Februar 2000 warde bei Awagjan Krebs festgestellt. Sie starb am 12. Mai 2000 in Williamsburg und wurde auf dem Friedhof Williamsburg Memorial Park begraben.